# Alte Synagoge (Chyriw)

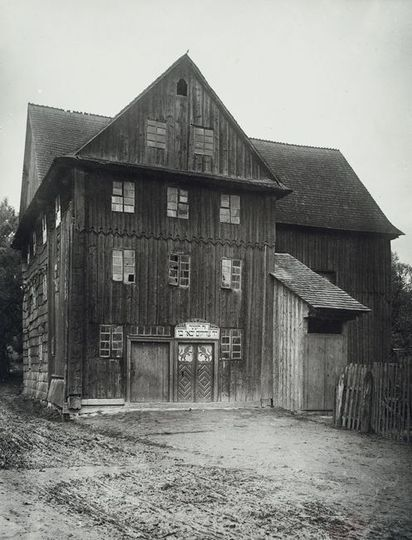
Synagoge (1913)
Blick vom Südwesten

Die hölzerne Alte Synagoge in Chyriw, einer Stadt in der Oblast Lwiw im Westen der Ukraine, wurde vermutlich Mitte des 18. Jahrhunderts gebaut. Sie wurde im Zweiten Weltkrieg zerstört.

## Geschichte
Erste Juden befanden sich bereits seit 1544 in Chyriw. Nach mehreren Quellen erbauten sie 1740 eine hölzerne Synagoge. Umbauten der Westseite und des Daches wurden im 19. und zu Beginn des 20. Jahrhunderts vorgenommen.
Nachdem deutsche Truppen 1941 nach dem Überfall auf die Sowjetunion Chyriw eingenommen hatten, wurde die Synagoge abgebrannt.

## Architektur
.Die Haupthalle (der Männergebetsraum) maß 10 ×  9 m. Er hatte ein Tonnengewölbe; die größte Höhe war 8,50 m, wobei die Höhe der Seitenwände 5,30 m war. Bedeckt war das Gebäude von einem Giebeldach.
Im Westen befand sich ein Vestibül mit einem kleinen Nebenraum. Darüber war ein Gebetsraum für die Frauen. Zugang war durch eine Wendeltreppe.
Bei den späteren Umbauten wurde über dem Frauenraum eine weitere Etage für die Frauen errichtet. An die Südseite wurde ein dreistöckiger Anbau gebaut, dessen Giebeldach rechtwinklig zum Dach des Hauptgebäudes stand. Neben dem Anbau wurde 1911 ein weiterer Treppenaufgang gebaut.
Der kleine Toraschrein war einstufig und wurde von einer Krone abgeschlossen.